# Liste de mathématiciennes

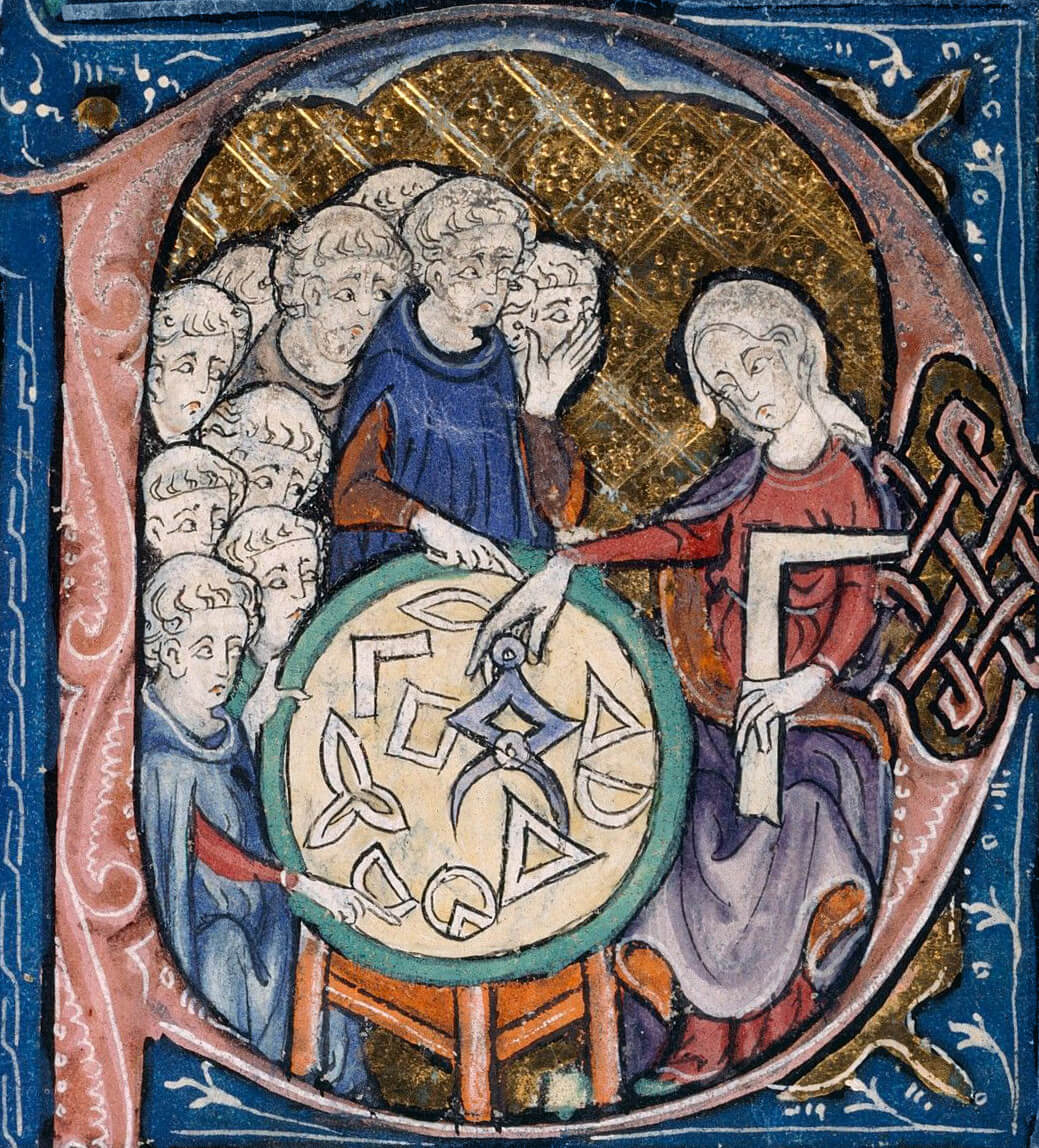
Femme (ou plutôt une allégorie de la géométrie, un des arts libéraux), enseignant à des moines
(Illustration des Éléments d'Euclide, vers 1309 - 1316).

Bien que les mathématiques, comme de nombreuses autres disciplines scientifiques, soient fortement masculinisées, de nombreuses femmes ont marqué cette science.

## Par date de naissance

### Avant l'an 1000
- Théano (VIe siècle av. J.-C.)
- Pandrosion, à Alexandrie (IVe siècle)
- Hypatie d'Alexandrie (vers 370–415)

### 1500
- Claude Catherine de Clermont (1543-1603)
- Catherine de Parthenay (1554-1631)

### 1600
- Marie Crous (après 1620-?)
- Elena Cornaro Piscopia (1646-1684)
- Maria Selvaggia Borghini (1656-1731)
- Marie-Charlotte de Romilley de La Chesnelaye (~1671–1737)
- Clelia Grillo Borromeo (1684–1777)

### 1700
- Faustina Pignatelli (1705-1769)
- Gabrielle Émilie Le Tonnelier de Breteuil, marquise du Châtelet, dite Émilie du Châtelet (1706–1749)
- Laura Bassi (1711-1778)
- Maria Agnesi (Italie, 1718–1799)
- Marie Anne Victoire Pigeon, dite madame de Prémontval (1724-1767)
- Marie-Jeanne de Lalande (1768–1832)
- Sophie Germain (1776–1831) en théorie des nombres, on lui doit notamment des résultats concernant le grand théorème de Fermat et la maternité d'une forme particulière de nombres premiers, les nombres premiers de Sophie Germain.
- Mary Somerville (1780-1872)

### 1800
- Ada Lovelace (1815–1852), a entre autres financé Charles Babbage pour la construction du premier calculateur et écrit le premier programme
- Florence Nightingale (1820–1910)
- Katharine Coman (1827-1915)
- Mary Everest Boole (1832-1916)
- Helen Almira Shafer (1839-1894)
- Susan Jane Cunningham (1842–1921)
- Elizaveta Litvinova (1845-1919)
- Eleanor Mildred Sidgwick (1845-1936)
- Christine Ladd-Franklin (1847-1930)
- Sofia Kovalevskaïa (1850–1891) contribue à la théorie des équations différentielles.
- Sophie Bryant (1850–1922)
- Ellen Hayes (1851–1930)
- Hertha Ayrton (1854–1923)
- Charlotte Scott (1858-1931), mathématicienne britannique.
- Alice Lee (1858-1939)
- Charlotte Barnum (1860–1934)
- Alicia Boole Stott (1860-1940)
- Liouba Bortniker (1860–?)
- Clara Collet (1860–1948)
- Winifred Edgerton Merrill (1862-1951)
- Margaret Meyer (1862-1924)
- Kate Claghorn (1864-1938)
- Flora Philip (1865-1943)
- Clara Latimer Bacon (1866-1948)
- Thyra Eibe (1866-1955)
- Frances Hardcastle (1866–1941)
- Nanny Cedercreutz (1866-1950)
- Philippa Fawcett (1868-1948), mathématicienne britannique.
- Grace Chisholm Young (1868–1944)
- Annie Scott Dill Maunder (1868–1947), astronome et mathématicienne nord-irlandaise.
- Grace Andrews (1869–1951)
- Isabel Maddison (1869–1950)
- Emilie Martin (1869-1936)
- Mary Newson (1869-1959)
- Agnes Sime Baxter (1870-1917)
- Louise Duffield Cummings (1870–1947)
- Virginia Ragsdale (1870-1945)
- Elizabeth Stephansen (1872-1961)
- Beatrice Mabel Cave-Browne-Cave (1874-1947)
- Mileva Einstein (1875–1948)
- Edith Abbott (1876–1957)
- Tatiana Afanassieva (1876–1964)
- Frances Cave-Browne-Cave (1876–1965)
- Janet Lane-Claypon (1877–1967)
- Anna Cartan (1878-1923)
- Vera Myller (1880–1970), mathématicienne russe puis roumaine, devenue la première professeure d'université à enseigner en Roumanie.
- Margarete Kahn (1880–1942), mathématicienne allemande, une des premières docteures d'Allemagne, déportée et assassinée en 1942.
- Hilda Phoebe Hudson (1881-1965)
- Emmy Noether (1882–1935) a découvert et démontré le théorème de Noether et contribué de manière essentielle à la création et au développement de l'algèbre structurale.
- Ethel Newbold (1882–1933)
- Klara Löbenstein (1883-1968)
- Anna Johnson Pell Wheeler (1883-1966)
- Frances Wood (1883-1919), chimiste et statisticienne anglaise.
- Mary Graustein (1884-1972), mathématicienne américaine.
- Lillian Rosanoff Lieber (1886-1986)
- Pia Nalli (1886-1964), mathématicienne italienne.
- Josephine Burns Glasgow (1887-1969)
- Iris Runge (1888-1966)
- Mildred Sanderson (1889-1914)
- Euphemia Haynes (1890-1980)
- Olive Hazlett (1890—1974)
- Helene Stähelin (1891-1970)
- Hilda Geiringer (1893–1973)
- Dorothy Walcott Weeks (1893–1990)
- Cecilia Krieger (1894–1974)
- Rachel Blodgett Adams (1894-1982)
- Dorothy Wrinch (1894-1976)
- Wealthy Babcock (1895 – 1990)
- Geneviève Guitel (1895-1982)
- Sofia Yanovskaïa (1896-1966)
- Gertrude Blanch (1897–1996)
- Erna Weber (1897-1988)
- Emily Kathryn Wyant (1897–1942)
- Johanna Piesch (1898–1992)
- Lois Wilfred Griffiths (1899–1981)
- Marie Litzinger (1899-1952)
- Pelagueïa Poloubarinova-Kotchina (1899-1999), mathématicienne et historienne des mathématiques russe
- Dorothy Swaine Thomas (1899-1977)

### 1900
- Mary Cartwright (1900–1998)
- Gertrude Cox (1900–1978)
- Ida Rhodes (1900-1986)
- Nina Bari (1901–1961)
- Laura Guggenbühl (1901-1985)
- Grete Hermann (1901-1984)
- María del Carmen Martínez Sancho (1901-1995)
- Marion Gray (1902–1979)
- Mina Rees (1902-1997)
- Bertha Swirles (1903-1999)
- Lioudmila Keldych (1904-1976)
- Sophie Piccard (1904-1990)
- Marie-Louise Dubreil-Jacotin (1905–1972)
- Tatiana Pavlovna Ehrenfest (1905-1984)
- Ruth Moufang (1905–1977), première enseignante allemande à l'université. Spécialiste de géométrie projective.
- Rózsa Péter (1905–1977)
- Alice Roth (1905-1977)
- Mary Celine Fasenmyer (1906-1996)
- Olga Taussky-Todd (1906-1995)
- Maria-Pia Geppert (1907-1997)
- Beatrice Aitchison (1908-1997)
- Ida Busbridge (1908-1988)
- Margaret Gurney (1908-2002)
- Mary G. Ross (1908 —2008)
- Natascha Artin Brunswick (1909-2003)
- Florence Nightingale David (1909–1993)
- Márta Svéd (v. 1909-2005)

### 1910
- Sheila Scott Macintyre (1910–1960)
- Dorothy Johnson Vaughan (1910-2008), mathématicienne américaine ayant travaillé pour la NACA puis la NASA.
- Johanna Weber (1910-2014)
- Mabel Gweneth Humphreys (1911-2006)
- Irene Sänger-Bredt (1911-1983)
- Eva Crane (1912-2007)
- Genevieve Grotjan Feinstein (1912-2006)
- Kathleen Ollerenshaw (1912–2014)
- Suzan Kahramaner (1913-2006)
- Cora Ratto de Sadosky (Argentine, 1912-1981)
- Emma Castelnuovo (Italie, 1913-2014)
- Marie-Hélène Schwartz (1913–2013)
- Grace Bates (1914–1996)
- Hel Braun (1914-1986)
- Marjorie Lee Browne (1914-1979)
- Francine Faure (1914-1979)
- Dorothy Lewis Bernstein (1914—1988)
- Élisabeth Lutz (1914-2008)
- Antonia Ferrín Moreiras (1914-2009)
- Hanna Neumann (1914-1971), mathématicienne germano-anglo-australienne spécialiste de théorie des groupes.
- Enriqueta González Baz (1915-2002)
- Olive Jean Dunn (1915–2008)
- Alice T. Schafer (1915-2009)
- Winifred Asprey (1917-2007)
- Mary L. Boas (1917-2010)
- Hélène Cartan (1917-1952)
- Joan Clarke (1917-1996)
- Betty Holberton (1917–2001), première personne à programmer le calculateur ENIAC.
- Jessie MacWilliams (1917-1990), mathématicienne anglaise
- Dorothy Maharam (1917-2014)
- Helena Rasiowa (1917–1994)
- Elizabeth Scott (1917-1988)
- T. A. Sarasvati Amma (1918–2000)
- Dorothy McFadden Hoover (1918–2000)
- Jacqueline Ferrand (1918–2014)
- Katherine Johnson (1918-2020), physicienne, mathématicienne et ingénieure spatiale américaine ayant participé aux programmes aéronautiques et spatiaux de la NACA puis de la NASA.
- Sheila Tinney (1918-2010)
- Yael Dowker (1919-2016)
- Dorothy Gilford (1919-2014)
- Paulette Libermann (1919–2007)
- Sonja Lyttkens (1919-2014)
- Julia Robinson (1919–1985)
- Irene Stegun (1919-2008)

### 1920
- Anne Cobbe (1920-1971)
- Adele Goldstine (1920-1964)
- Gene Grabeel (1920-2015)
- Vera Kublanovskaïa (1920-2012)
- Isabella Bashmakova (1921-2005), historienne des mathématiques russe.
- Maria Hasse (1921-2014)
- Mary Winston Jackson (1921–2005), mathématicienne et ingénieure en aérospatial américaine ayant travaillé pour la NACA puis la NASA.
- Jane Fawcett (1921-2016), cryptologue britannique
- Frédérique Lenger (1921–2005), mathématicienne et pédagogue belge.
- Edith Hirsch Luchins (1921-2002)
- Deborah Tepper Haimo (1921–2007)
- Cécile DeWitt-Morette (1922–2017)
- Margaret Greig (1922-1999)
- Olga Ladyjenskaïa (1922-2004)
- Anneli Cahn Lax (1922-1999)
- Jane Cronin Scanlon (1922-2018)
- Lucy Joan Slater (1922–2008)
- Yvonne Choquet-Bruhat (1923–2025), existence et unicité de solution de la théorie de la gravitation d'Einstein.
- Verena Huber-Dyson(1923-2016)
- Janet L. Norwood (1923–2015)
- Cathleen Synge Morawetz (1923-2017)
- Marjorie Rice (1923–2017), mathématicienne amateur ayant découvert quatre pentagones convexes pavant le plan.
- Huguette Delavault (1924–2003)
- Evelyn Boyd Granville (1924–)
- Kató Rényi (1924-1969)
- Mary Ellen Rudin (1924–2013)
- Mary Lee Woods (1924-2017)
- Maria Assumpció Català i Poch (1925-2009)
- Elza Furtado Gomide (1925-2013)
- Olga Oleinik (1925-2001)
- Carol Karp (1926-1972)
- Magdalena Mouján (1926–2005)
- Vera Nyitrai (1926-2011)
- Erna Schneider Hoover (1926-)
- Joan Birman (1927–)
- Constance van Eeden (1927–2021)
- Marguerite Frank (1927–)
- Maria Wonenburger (1927–2014)
- Cabiria Andreian Cazacu (1928—2018), professeure d'université en Roumanie
- Gloria Ford Gilmer (1928–2021)
- Hu Hesheng (1928–)
- Barbara Paulson (1928–)
- Jean E. Sammet (1928-2017)
- Mary Tsingou (1928–)
- Marion Walter (1928–2021)
- Alison Harcourt (1929-)
- Eleanor Jones (1929-)
- Mileva Prvanović (1929-2016)
- Melba Roy Mouton (1929-1990)

### 1930
- Shoshana Kamin (1930–)
- Vera Sós (1930–)
- Gladys West (1930–)
- Valentina Borok (1931-2004)
- Danuta Przeworska-Rolewicz (1931–2012)
- Grace Alele-Williams (1932–)
- Vivienne Malone-Mayes (1932-1995)
- Juliet Popper Shaffer (1932–)
- Tatiana Velikanova (1932-2002)
- Hoàng Xuân Sính (1933–)
- Etta Zuber Falconer (1933–2002)
- Uta Merzbach (1933-2017)
- Lesley Sibner (1934-2013)
- Nina Uraltseva (1934–)
- Grace Wahba (1934–)
- Tilla Weinstein (1934–2002)
- Barbara Bailar (1935–)
- Alexandra Bellow (1935–)
- Louise Hay (1935–1989), mathématicienne américaine.
- Gloria Conyers Hewitt (1935–)
- Graciela Salicrup (1935-1982)
- Bhama Srinivasan (1935–)
- Yvette Amice (1936-1993)
- Judita Cofman (1936-2001)
- Argelia Velez-Rodriguez (1936–)
- Lam Lay Yong (1936–)
- Olga Bondareva (1937–1991)
- Marion Créhange (1937-2022), première personne titulaire d'une thèse en informatique en France[1],[2].
- Yvonne Dold-Samplonius (1937–2014)
- Cindy Greenwood (1937–)
- Barbara Osofsky (1937–)
- Judith Grabiner (1938-), mathématicienne et historienne des mathématiques américaine.
- Mary Gray (1938–)
- Kanta Gupta (1938–2016)
- Joan R. Moschovakis (1938?–)
- Marina Ratner (1938-2017)
- Michèle Raynaud (1938–)
- Bella Soubbotovskaïa (1938-1982)
- Galina Tyurina (1938-1970)
- Mary Wheeler (1938–)
- Donna Brogan (1939-)
- Judith R. Goodstein (1939–)
- Genevieve M. Knight (1939–)
- Glenda Lappan (1939-)
- Joyce McLaughlin (1939–2017)
- Doris Schattschneider (1939–)
- Marjorie Senechal (1939–)
- Henda Swart (1939-2016)

### 1940
- Gisela Engeln-Müllges (1940-)
- Linda Keen (1940-)
- Patricia Clark Kenschaft (1940-)
- Cora Sadosky (1940-2010)
- Hourya Benis Sinaceur (1940-)
- Jean Thompson (1940-)
- Phyllis Chinn (1941-)
- Ruth Curtain (1941-)
- Brigitte Escofier-Cordier (1941-1994)
- Kari Hag (1941-)
- Yvette Kosmann-Schwarzbach (1941-)
- Gilah Leder (1941-)
- Katalin Marton (1941-)
- Pauline van den Driessche (1941-)
- Christine Darden (1942), mathématicienne et ingénieure en aéronautique américaine
- Olga Beaver (1942-2012)
- Lenore Blum (1942–)
- Nancy Kopell (1942-)
- Harriet Pollatsek (1942–)
- Idun Reiten (1942–)
- Audrey Terras (1942–)
- Karen Uhlenbeck (1942–)
- Beverly Anderson (1943–)
- Lynne Billard (1943–)
- Nicole Desolneux-Moulis (1943–1999)
- Susanna S. Epp (1943–)
- Vivette Girault (1943–)
- Nan Laird (1943–)
- Susan Montgomery (1943–)
- Evelyn Nelson (1943-1987)
- Valerie Thomas (1943–)
- Michèle Vergne (1943–)
- Nicole Berline (1944–)
- Graciela Chichilnisky (1944-), économiste mathématique argentine et experte en changement climatique
- Nicole El Karoui (1944–)
- Sulochana Gadgil (1944-)
- Nancy Geller (1944–)
- Deborah Hughes Hallett (1944–)
- Barbara Keyfitz (1944–)
- Krystyna Kuperberg (1944–)
- Jennifer Seberry (1944–)
- Marilda Sotomayor (1944–)
- Mary E. Thompson (1944–)
- Margaret H. Wright (1944–)
- Pierrette Cassou-Noguès (1945–)
- Dusa McDuff (1945–), mathématicienne anglaise.
- Joséphine Guidy Wandja (1945–)
- Joan Hutchinson (1945–)
- Elena Marchisotto (1945–)
- Linda Preiss Rothschild (1945–)
- Judith Roitman (1945–)
- Nicole Tomczak-Jaegermann (1945–)
- Sylvia Wiegand (1945–)
- Carol Wood (1945–)
- Michèle Artigue (1946–)
- Pilar Bayer (1946–)
- Tatiana Chapochnikova (1946–)
- Susan S. Ellenberg (1946–)
- Olga Hadžić (1946–)
- Ina Kersten (1946–)
- Mangala Narlikar (1946–)
- Mary Tiles (1946–)
- Georgia Benkart (1947–2022)
- Christa Binder (1947–)
- Sylvia Bozeman (1947–)
- Nancy Flournoy (1947–)
- Rhonda Hughes (1947–)
- Monique Jeanblanc (1947–)
- Anne M. Leggett (1947–)
- Renate Tobies (1947–)
- Sun-Yung Alice Chang (1948–)
- Karin Erdmann (1948–)
- Mary Flahive (1948–)
- Bonnie Gold (1948–)
- Fern Hunt (1948–)
- Irena Lasiecka (1948–)
- Winnie Li (1948–)
- Raman Parimala (1948–)
- Bozenna Pasik-Duncan (1948–)
- Jeanne Peiffer (1948–), historienne des mathématiques
- Cheryl Praeger (1948–)
- Zoia Ceaușescu (1949–2006)
- Fan Chung (1949–)
- Michelle Schatzman (1949-2010)
- Birgit Speh (1949–)
- Chuu-Lian Terng (1949–)
- Elizabeth A. Thompson (1949–)
- Marie A. Vitulli (1949–)
- Karen Vogtmann (1949–)

### 1950
- Ruth Charney (1950–)
- Carolyn Gordon (1950–)
- Regina Llopis Rivas (1950–)
- Penelope Maddy (1950–)
- Sylvia Richardson (1950–)
- Marie-Françoise Roy (1950–)
- Jacqueline Stedall (1950-2014)
- Mina Teicher (1950–)
- Awa Thiongane (1950–)
- Brigitte Vallée (1950–)
- Gail Wolkowicz (1950–)
- Margaret Wu (1950–)
- Jill Adler (1951–)
- Eva Bayer-Fluckiger (1951–)
- Anne Greenbaum (1951–)
- Maria Klawe (1951–)
- Dianne O'Leary (1951–)
- Rebecca Walo Omana (1951—2019)
- Vera Pawlowsky-Glahn (1951–)
- Geneviève Raugel (1951—2019)
- Caroline Series (1951–)
- Olabisi Ugbebor (1951–)
- Wendy Hall (1952–)
- Laura Martignon (1952-)
- Dominique Picard (1952–)
- Nancy Reid (1952–)
- Marta Sanz-Solé (1952–)
- Edith Stern (1952–)
- Lai-Sang Young (1952–)
- Hélène Esnault (1953–)
- Marie Farge (1953–)
- Colette Moeglin (1953–)
- Kieka Mynhardt (1953–)
- Mary Rees (1953–)
- Polly Sy (1953–)
- Michèle Audin (1954–)
- Deborah Loewenberg Ball (1954–)
- Kathryn Chaloner (1954-2014)
- Ingrid Daubechies (1954-), physicienne et mathématicienne
- Katherine Heinrich (1954–)
- Susan Landau (1954–)
- Suzanne Lenhart (1954–)
- Verdiana Masanja (1954–)
- Anna Nagurney (1954–)
- Linda Petzold (1954–)
- Christiane Rousseau (1954–)
- Helene Shapiro (1954-)
- Christine Bernardi (1955–2018)
- Margaret Cheney (1955–)
- Alicia Dickenstein (1955-)
- Bernadette Perrin-Riou (1955–)
- Jill Pipher (1955–)
- Mei-Chi Shaw (1955–)
- Ruth J. Williams (1955–)
- Élisabeth Bouscaren (1956–)
- Jennifer Tour Chayes (1956–)
- Maria J. Esteban (1956–)
- Irene Fonseca (1956–)
- Lisa Goldberg (1956–)
- Simone Gutt (1956–)
- Olga Gil Medrano (1956–)
- Karine Chemla (1957-)
- Ana Bela Cruzeiro (1957—)
- Éva Tardos (1957–)
- Irene Gamba (1957-), mathématicienne argentino-américaine
- Catherine Sulem (1957–)
- Hajer Bahouri (1958–)
- Susanne Brenner (1958–)
- Charmaine Dean (1958–)
- Catherine Goldstein (1958–)
- Shafi Goldwasser (1958–)
- Alessandra Lunardi (1958–)
- Sylvie Méléard (1958–)
- Susan Murphy (1958–)
- Abigail Thompson (1958–)
- Sara van de Geer (1958–)
- Sabine Van Huffel (1958–)
- YoungJu Choie (1959-)
- Véronique Dehant (1959-)
- Annick Horiuchi (1959-)
- Frances Kirwan (1959-)

### 1960
- Sally Cockburn (1960–)
- Lisa Fauci (1960–)
- 'Mamphono Khaketla (1960–)
- Olga Kharlampovich (1960–)
- Monique Laurent (1960–)
- Rosa Miró-Roig (1960–)
- Yewande Olubummo (1960–)
- Sylvie Paycha (1960–)
- Betül Tanbay (1960–)
- Karen Aardal (1961-)
- Nadia Ghazzali (1961-)
- Ursula Hamenstädt (1961-)
- Raphaèle Herbin (1961-)
- Nataša Jonoska (1961-)
- Leila Schneps (1961-)
- Monique Teillaud (1961-)
- Nkechi Agwu (1962–)
- Noriko H. Arai (1962)
- Alessandra Carbone (1962–)
- Marta Macho Stadler (1962–)
- Kerrie Mengersen (1962–)
- Christine Paulin-Mohring (1962)
- Beatrice Pelloni (1962–)
- Sujatha Ramdorai (1962)
- Maïmouna Ndoye Seck (1962–)
- Angelika Steger (1962–)
- Ulrike Tillmann (1962–)
- Claire Voisin (1962), membre de l'Académie des Sciences et conférencière plénière au congrès international des mathématiciens en 2010.
- Viviane Baladi (1963–)
- Lia Bronsard (1963–)
- Tan Lei (1963-2016)
- Vilma Mesa (1963–)
- Susanna Terracini (1963–)
- Chantal David (1964–)
- Alison Etheridge (1964–)
- Shandelle Henson (1964–)
- Yael Karshon (1964–)
- Cristina Pereyra (1964–)
- Kim Plofker (1964–), historienne américaine des mathématiques
- Tatiana Toro (1964–)
- Christiane Tretter (1964–)
- Sijue Wu (1964–)
- Andrea Bertozzi (1965–)
- Lucia Caporaso (1965–)
- Rosa García García (1965–)
- Lisa Jeffrey (1965–)
- Rachel Kuske (1965–)
- Claire Mathieu (1965–)
- Kaisa Miettinen (1965–)
- Dorina Mitrea (1965–)
- Kathleen Okikiolu (1965–)
- Karen Smith (1965–)
- Guofang Wei (1965–)
- Christine Anderson-Cook (1966–)
- Connie Borror (1966-2016)
- Jacqueline Hughes-Oliver (1966–)
- Svetlana Jitomirskaya (1966–)
- Natalia Kasperskaïa(1966–)
- Izabella Łaba (1966–)
- Monika Ludwig (1966–)
- Gerlind Plonka-Hoch (1966–)
- Mamokgethi Setati (1966–)
- Gigliola Staffilani (1966–)
- Annette Werner (1966–)
- Sylvie Benzoni (1967–), directrice de l'Institut Henri-Poincaré.
- Mireille Bousquet-Mélou (1967–)
- Penny Haxell (1967–)
- Kathryn Hess (1967-)
- Annette Huber-Klawitter (1967–)
- Gabriele Nebe (1967–)
- Barbara Niethammer (1967–)
- Marie Françoise Ouedraogo (1967–)
- Barbara Wohlmuth (1967–)
- Valérie Berthé (1968–)
- Ana Cannas da Silva (1968–)
- Maria Gordina (1968–)
- Catherine Hobbs (1968–)
- Amie Wilkinson (1968–)
- Maria Aloni (1969–)
- Sandra Cerrai (1969-)
- Natasha Flyer (1969–)
- Sarah J. Greenwald (1969–)
- Alice Guionnet (1969–)
- Ju-Lee Kim (1969–)
- Bronwyn Harch (1969–)
- Ju-Lee Kim (1969–)
- Kristin Lauter (1969–)
- Matilde Marcolli (1969–)
- Hee Oh (1969–)
- Hinke Osinga (1969–)
- Zvezdelina Stankova (1969–)
- Bin Yu (1969–)
- Judy Walker (1969–)

### 1970
- Jeanne Clelland (1970–)
- Jana Rodriguez Hertz (1970-)
- Lurdes Inoue (1970–)
- Michelle Manes (1970–)
- Lê Thị Thanh Nhàn (1970–)
- Raquel Prado (1970–)
- Tatiana Roque (1970–)
- Katrin Wendland (1970–)
- Annette Warner (1970–)
- Vanesa Magar Brunner (1971–)
- Agata Ciabattoni (1971–)
- Stefanie Petermichl (1971–)
- Catharina Stroppel (1971–)
- Susanne Teschl (1971–)
- Anna-Karin Tornberg (1971–)
- Erica N. Walker (1971–)
- Trachette Jackson (1972–)
- Gitta Kutyniok (1972–)
- Cathy O'Neil (1972–)
- Rachel Justine Pries (1972–)
- Amandine Aftalion (1973–)
- Ilka Agricola (1973–)
- Annalisa Buffa (1973–)
- Alina Carmen Cojocaru (1973–)
- Carla Cotwright-Williams (1973–)
- Sophie Dabo (1973–)
- Isabelle Gallagher (1973–)
- Patricia Hersh (1973–)
- Olga Holtz (1973–)
- Susan Howson (1973–)
- Julia Kempe (1973–)
- Daniela Kühn (1973–)
- Anita Layton (1973–)
- Jessica Sklar (1973–)
- Agata Smoktunowicz (1973–)
- Pauline Barrieu (1974–)
- Elena Bonetti (1974–)
- Erika Tatiana Camacho (1974–)
- Laura DeMarco (1974–)
- Chiu-Chu Melissa Liu (1974–)
- Eugenia Malinnikova (1974–), lauréate du prix de recherche Clay 2017, avec Alexandre Logounov
- Nina Snaith (1974–)
- Tatiana Stykel (1974–)
- Miranda Teboh-Ewungkem (1974–)
- Talitha Washington (1974–)
- Katrin Wehrheim (1974–)
- Marianna Csörnyei (1975–)
- Véronique Fischer (1975–)
- Caroline Lasser (1975–)
- Laure Saint-Raymond (1975–)
- Sylvia Serfaty (1975–), lauréate du prix Henri-Poincaré en 2012
- Nalini Anantharaman (1976–), prix Henri-Poincaré en 2012, médaille d'argent du CNRS en 2013.
- Carolina Araujo (1976–)
- Virginie Bonnaillie-Noël (1976–)
- Ioana Dumitriu (1976–), mathématicienne américano-roumaine.
- Barbara R. Holland (1976–)
- Ivona Brandić (1977–)
- Anna Erschler (1977–)
- Maryam Mirzakhani (1977–2017), première femme récipiendaire de la médaille Fields.
- Kathrin Bringmann (1977-), lauréate du Prix Alfried-Krupp de promotion de jeunes professeurs d'université.
- Maria Chudnovsky (1977–)
- Aline Gouget (1977–)
- Sandrine Péché (1977–)
- Anna Wienhard (1977–)
- Karine Beauchard (1978–)
- Hélène Morlon (1978–)
- Patricia Reynaud-Bouret (1978–)
- Lauren Williams (c.1978–)
- Sarah Zerbes (1978–)
- Elisabet Canalias (1979–)
- Miranda Cheng (1979–)
- Amanda Folsom (1979–)
- Megumi Harada (1979–)
- Sophie Morel (1979–)
- Carola-Bibiane Schönlieb (1979–)
- Emily Tanimura (1979–)

### 1980
- Hannah Markwig (1980–)
- Lillian Pierce (1980–)
- Karin Schnass (1980–)
- Corinna Ulcigrai (1980–)
- Eva Viehmann (1980–)
- Lotte Hollands (1981–)
- Svitlana Mayboroda (1981–)
- Melanie Wood (1981–)
- Sara Zahedi (1981–)
- Marie Rognes (1982–)
- Marie-Therese Wolfram (1982–)
- Pamela E. Harris (1983–)
- Aoibhinn Ní Shúilleabháin (1983–)
- Caroline Uhler (1983–)
- Chelsea Walton (1983–)
- Maria Bruna (1984–)
- Ana Caraiani (1984–)
- Heather Harrington (1984–)
- Fanny Kassel (1984–)
- Maryna Viazovska (1984–)
- Kaisa Matomäki (1985–)
- Yaiza Canzani (1987–)
- Alexandra Carpentier (1987–)
- Coralie Colmez (1988-)
- Vi Hart (1988–)
- Nicole Spillane (1988–)
- Maria Colombo (1989–)

### 1990
- Amina Doumane (1990–)
- Lisa Sauermann (1992–)
- Ailana Fraser (1998–)

### 2000
- Letong (Carina) Hong (2001–)

### Date inconnue
- Linda J. S. Allen (?)
- Melania Alvarez (?)
- Astrid an Huef (?)
- Tamara Awerbuch-Friedlander (?)
- Melanie Bahlo (?)
- Jennifer Balakrishnan (?)
- Janet Barnett (?)
- Sybilla Beckmann (?)
- Grace Bediako (?)
- Estelle Bee Dagum (?)
- Bonnie Berger (?)
- Julie Bergner (?)
- Graciela Boente (?)
- Liliana Borcea (?)
- Anne Bourlioux (?)
- Ruth Britto (?)
- Daniela Calvetti (?)
- Lucy Campbell (?)
- Patricia Campbell (?)
- Alicia Carriquiry (?)
- Bettye Anne Case (?)
- Melody Chan (?)
- Zoé Chatzidakis (?)
- Eugenia Cheng (?)
- Julia Chuzhoy (?)
- Mónica Clapp (?)
- Elaine Cohen (?)
- Amy Cohen-Corwin (?)
- Lenore Cowen (?)
- Annalisa Crannell (?)
- Amy Dahan (?)
- Pallavi Dani (?)
- Marie Davidian (?)
- Aurore Delaigle (?)
- Kaye A. de Ruiz (?)
- Daniela De Silva (?)
- Gerda de Vries (?)
- Jacqueline Dewar (?)
- Serena Dipierro (?)
- Suzanne Dorée (?)
- Malgorzata Dubiel (?)
- Sandrine Dudoit (?)
- Isabel Hubard Escalera (?)
- Viveka Erlandsson (?)
- Vera Fischer (?)
- Naomi Fisher (?)
- Jennifer Flegg (?)
- Laure-Pauline Fotso (?)
- Hélène Frankowska (?)
- Ellen Gethner (?)
- Ethel Gilbert (?)
- Julia Gog (?)
- Amanda L. Golbeck (?)
- Rebecca Goldin (?)
- Concha Gómez (?)
- Sherry Gong (?)
- Julia Gordon (?)
- Pamela Gorkin (?)
- Eva-Maria Graefe (?)
- Catherine Greenhill (?)
- Ruth Gregory (?)
- Elisenda Grigsby (?)
- Colette Guillopé (?)
- Neena Gupta (?)
- Sarah B. Hart (?)
- Ruth Haas (?)
- Asma Hassannezhad (?)
- Dominique Haughton (?)
- Christine Heitsch (?)
- Amy H. Herring (?)
- Karla Hoffman (?)
- Tara S. Holm (?)
- Mihaela Ignatova (?)
- Tasha Inniss (?)
- Jacqueline Jensen-Vallin (?)
- Nicole M. Joseph (?)
- Yael Tauman Kalai (?)
- Efstratia Kalfagianni (?)
- Eva Kallin (?)
- Ailsa Keating (?)
- Leah Keshet (?)
- Radha Kessar (?)
- Cathy Kessel (?)
- Julia Knight (?)
- Joceline Lega (?)
- Elizaveta Levina (?)
- Jing-Rebecca Li (?)
- Xihong Lin (?)
- Ling Long (?)
- María Falk de Losada (?)
- Dawn Lott (?)
- Apala Majumdar (?)
- Maryanthe Malliaris (?)
- Kathryn Mann (?)
- Mireille Martin-Deschamps (?)
- Maura Mast (?)
- Anna Mazzucato (?)
- Emma McCoy (?)
- Jill P. Mesirov (?)
- Alison Miller (?)
- Irina Mitrea (?)
- Helen Moore (?)
- Dora Musielak (?)
- Olympia Nicodemi (?)
- Ortrud Oellermann (?)
- Christine O'Keefe (?)
- Rosa Orellana (?)
- Nicola Pellow (?)
- Malabika Pramanik (?)
- Jessica Purcell (?)
- Jennifer Quinn (?)
- Ami Radunskaya (?)
- Gladys H. Reynolds (?)
- Louise M. Ryan (?)
- Claudia Sagastizábal (?)
- Sema Salur (?)
- Katya Scheinberg (?)
- Anne Schilling (?)
- Anna Seigal (?)
- Annie Selden (?)
- Nataša Šešum (?)
- Brooke Shipley (?)
- Patricia D. Shure (?)
- Alice Silverberg (?)
- Anna Skripka (?)
- Gwyneth Stallard (?)
- Terrie Christine Stevens (?)
- Ileana Streinu (?)
- Nike Sun (?)
- Aretha Teckentrup (?)
- Françoise Tisseur (?)
- Ngamta Thamwattana (?)
- Kristin Umland (?)
- Stephanie van Willigenburg (?)
- Jane-Ling Wang (?)
- Suzanne Weekes (?)
- Sue Hays Whitesides (?)
- Alice S. Whittemore (?)
- Lynda Wiest (?)
- Talithia Williams (?)
- Elizabeth Wilmer (?)
- Catherine Yan (?)
- Grace Yang (?)
- Jean Yang (?)
- Jane Ye (?)
- Deanna Needell (?)